# Gare d'Ilford
La gare d'Ilford est une gare ferroviaire canadienne de la ligne du Chemin de fer de la Baie d'Hudson. Elle est située à Ilford dans le Manitoba.
Ilford est desservie par le train voyageurs Winnipeg - Churchill de Via Rail Canada. C'est également une gare marchandises.

## Situation ferroviaire
Établie à 191 mètres d'altitude, la gare d'Ilford est située au point milliaire 137,0 de la ligne principale du Chemin de fer de la Baie d'Hudson, entre les gares de Pikwitonei et de Gillam.
C'est une gare d'évitement qui permet le croisement des trains sur cette ligne à voie unique.